# Saint-Maur – Créteil (stanice metra v Paříži)
Saint-Maur – Créteil je plánovaná stanice pařížského metra na budoucí lince 15 mezi stanicemi Créteil – L'Échat a Champigny Centre. Místo budoucí stanice se nachází jižně od Paříže ve městě Saint-Maur-des-Fossés pod železničním nádražím, kde bude možný přestup na linku RER A. Stanice bude umístěná v hloubce 52,6 m, čímž se stane nejhlubší stanicí na tomto úseku.

## Výstavba
Pro realizaci stanice byla vybrána architektonická kancelář ANMA. Přípravné začnou na počátku roku 2016. Otevření stanice je plánováno na rok 2022.

## Název
Název stanice je odvozen od železničního nádraží podle měst Saint-Maur-des-Fossés a Créteil.